# شهرستان آکسایسکی
شهرستان آکسایسکی (به لاتین: Aksaysky District) یک شهرستان در روسیه است که در استان روستوف واقع شده‌است.